# NGC 124
NGC 124 est une galaxie spirale située dans la constellation de la Baleine. NGC 124 a été découverte par l'astronome américain Truman Henry Safford en 1867.

## Caractéristiques
Sa vitesse par rapport au fond diffus cosmologique est de 3 713 ± 25 km/s, ce qui correspond à une distance de Hubble de 54,8 ± 3,9 Mpc (∼179 millions d'al).
À ce jour, trois mesures non basées sur le décalage vers le rouge (redshift) donnent une distance de 55,800 ± 9,940 Mpc (∼182 millions d'al), ce qui est à l'intérieur des valeurs de la distance de Hubble.

## Supernova
La supernova SN 2004dd a été découverte dans NGC 124 le 1er juillet 2004 par J. Graham et W. Li dans le cadre du programme conjoint LOSS/KAIT (Lick Observatory Supernova Search de l'Observatoire de Lick et The Katzman Automatic Imaging Telescope de l'université de Californie à Berkeley. Cette supernova était de type IIP.